# Lützowsches Freikorps

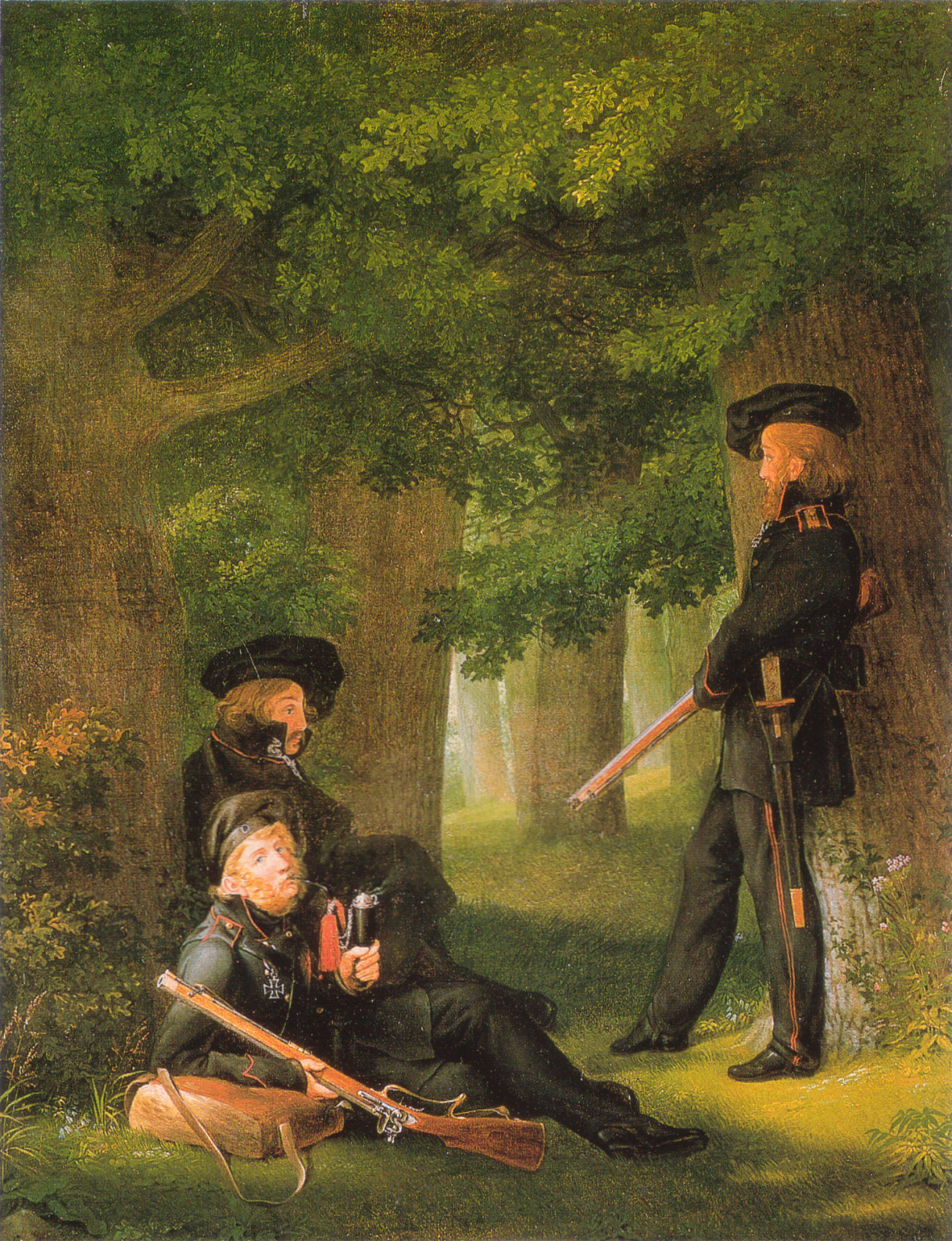
Auf Vorposten: Heinrich Hartmann (liegend, links) Theodor Körner (sitzend, Mitte) und Friedrich Friesen (stehend, rechts) als Lützower Jäger (Gemälde von Georg Friedrich Kersting 1815)

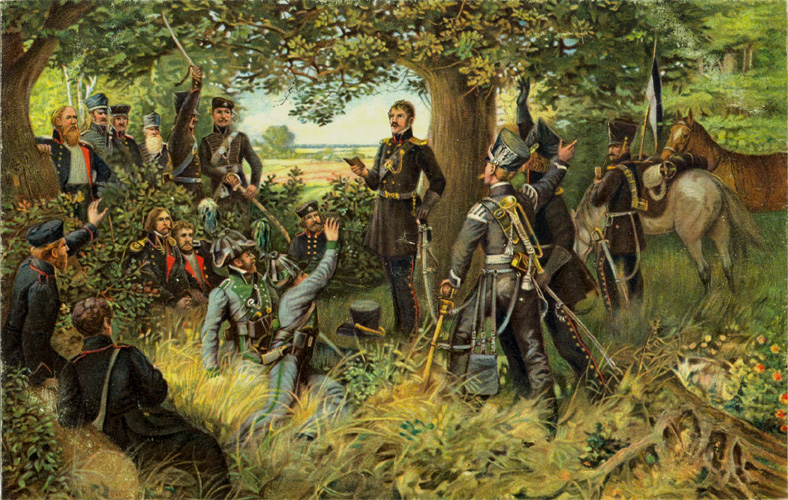
Theodor Körner liest den Lützower Jägern seine Kriegslieder vor

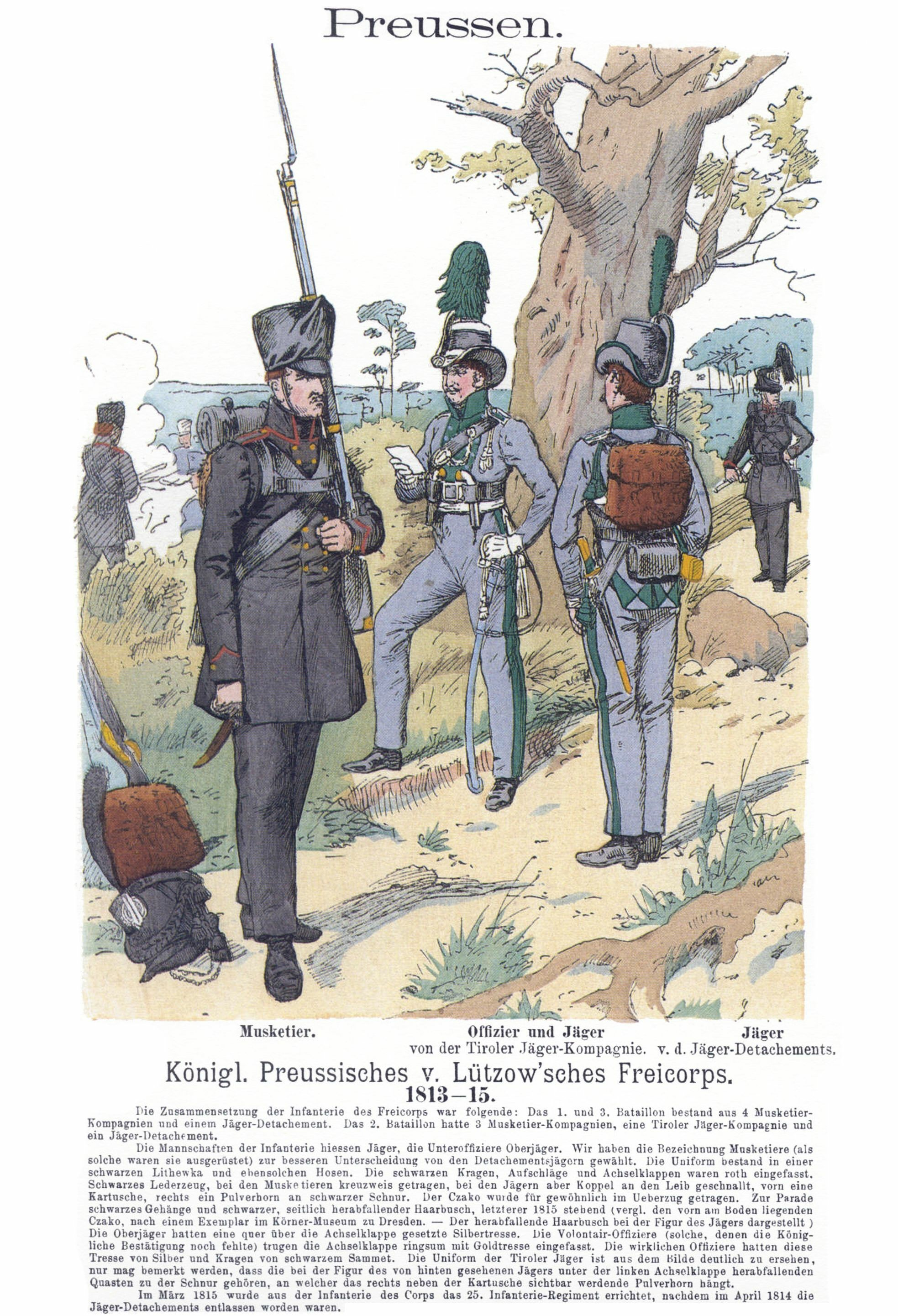
Infanterieuniformen des Lützowschen Freikorps (Farbtafel von Richard Knötel)

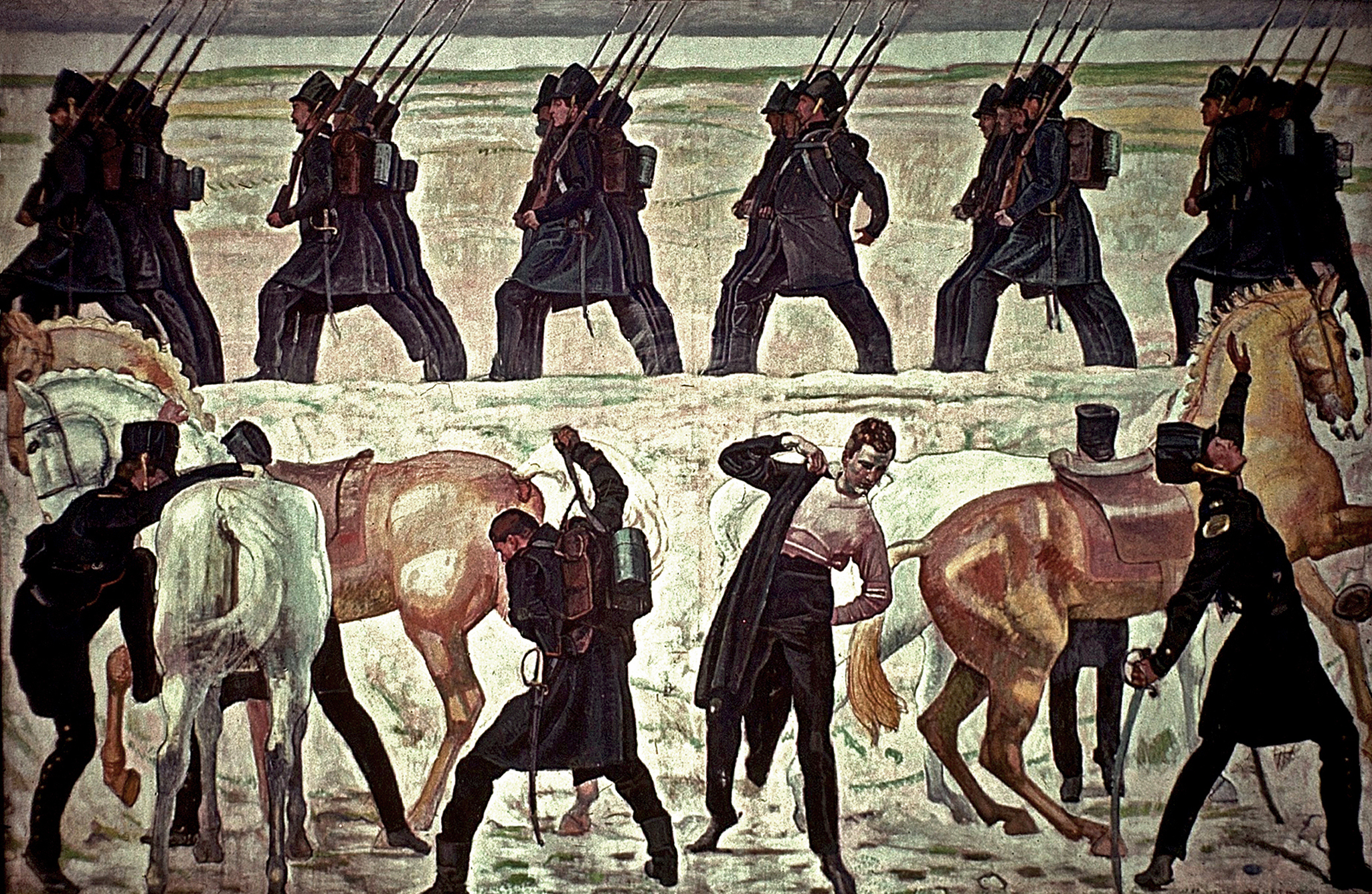
„Auszug der Jenenser Studenten in den Freiheitskrieg 1813“, gemalt vom Schweizer Maler Ferdinand Hodler für die Universität Jena im Jahre 1908

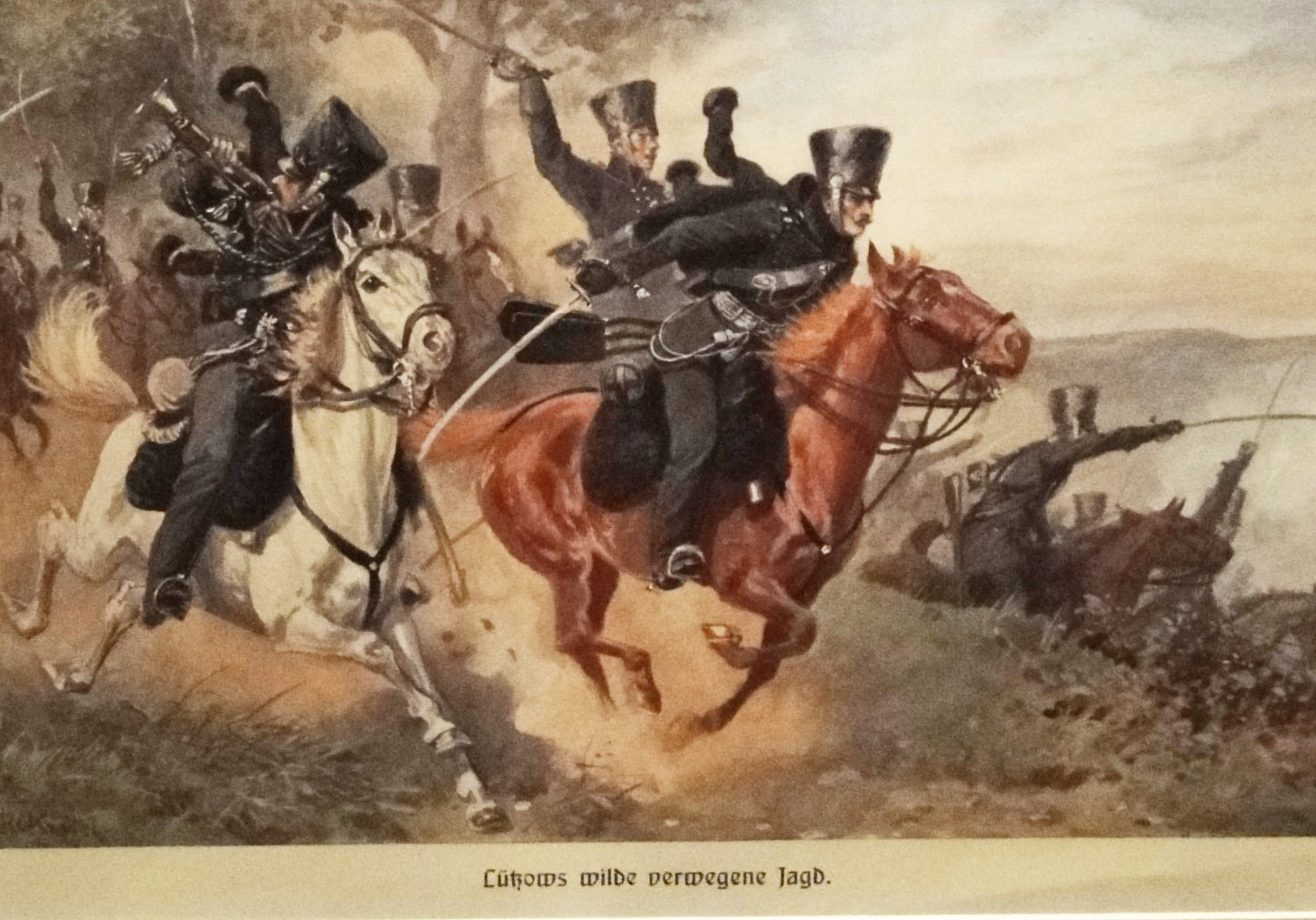
Lützower Kavallerie im Gefecht (Im Vordergrund zwei Husaren, dahinter Jäger zu Pferde)

Das Lützowsche Freikorps war ein Freiwilligenverband der preußischen Armee in den Befreiungskriegen. Es wurde von Major Ludwig Adolf Wilhelm von Lützow 1813 errichtet und 1814 als Infanterie-Regiment Nr. 25 bzw. Ulanen-Regiment Nr. 6 in die preußischen Linientruppen übernommen. Obwohl das Freikorps im Krieg gegen Napoleon eher glücklos war, entwickelte es aufgrund seiner Zusammensetzung aus Freiwilligen fast aller deutscher Staaten eine hohe Symbolkraft für die Bestrebungen zur Errichtung eines deutschen Nationalstaates.

## Geschichte
Nach dem für Napoleon katastrophalen Ausgang des Russlandfeldzuges wurde das erzwungene Bündnis Preußens mit Frankreich im Winter 1812/1813 aufgehoben. Friedrich Ludwig Jahn und Friedrich Friesen, die schon seit 1810 in Berlin das Turnen und Schwimmen gefördert und den geheimen Deutschen Bund gegründet hatten, drängten den preußischen Minister Hardenberg zur Sammlung einer Freischar, in der Freiwillige aus allen deutschen Staaten gegen Napoleon kämpfen sollten. Offenbar vereinbarte man damals die Gründung einer solchen Truppe. Denn noch bevor der König vertraulich von Gerhard von Scharnhorst und offiziell von Major von Lützow um die Errichtung eines von diesem zu führenden Freikorps gebeten wurde, trafen Jahn und Friesen am 29. Januar 1813 am Sammelplatz Breslau ein. Dort warben sie in der Umgebung um Freiwillige und bereiteten alles zur Aufnahme des zu erwartenden Ansturms vor. Lützows Truppe wurde im Februar 1813 mit offizieller Billigung unter dem Namen Königlich Preußisches Freikorps als reguläre Truppe des preußischen Heeres gegründet. Grundlage für die Aufstellung dieses und weiterer Freikorps war die Allerhöchste Kabinetts-Ordre (AKO) vom 3. Februar 1813 über die Aufstellung freiwilliger Jägerdetachements, von der auch der Beiname „Lützower“ oder „Schwarze Jäger“ herrührt, obwohl nur ein kleiner Teil der Truppe tatsächlich aus Jägern bestand. Der Tiroler Freiheitskämpfer Jakob Riedl schloss sich mit einer 250 Mann starken Tiroler Jägerkompanie dem Freikorps an.
Von dem am 5. Juni 1813 in Kraft getretenen Waffenstillstand erhielt Lützow erst am 9. Juni 1813 Kenntnis. Er befand sich zu diesem Zeitpunkt mit jeweils rund 400 Mann Infanterie und Kavallerie bei Plauen hinter den feindlichen Linien. Statt sich entsprechend den Waffenstillstandsbedingungen binnen drei Tagen von dort zu entfernen, zögerte er und setzte seine Männer erst danach Richtung Leipzig in Marsch. Die zahlenmäßig überlegene französische und württembergische Kavallerie unter Befehl des Generals François Fournier verstellte ihnen bei Kitzen den Weg und griff am 17. Juni 1813 ohne Vorwarnung an. Ein Teil von Lützows Kavallerie wurde niedergemacht, das Gros der Infanterie konnte fliehen. Rund 150 Lützower gerieten in Gefangenschaft, wurden jedoch nicht als Kriegsgefangene behandelt, sondern von den Franzosen als „bandits noirs“ betrachtet. Von Lützow und Theodor Körner entkamen nur mit Mühe und schwer verwundet. Nach Streifzügen in Sachsen (insbesondere im Vogtland), Thüringen und Bayern kämpfte sich die Truppe im Herbstfeldzug 1813 die Elbe flussabwärts und eroberte zusammen mit Kosaken Bremen. Das Freikorps musste die Stadt aber umgehend wieder räumen, als französische Verstärkung anrückte. Später kämpfte es, meist Seite an Seite mit Kosaken, in Westfalen, Schleswig-Holstein und am Rhein. Sie nahmen am 16. September 1813 an der Schlacht an der Göhrde unter der Russisch-Deutschen Legion General Wallmodens teil. Teile der Kavallerie wurden Anfang 1814 in den Niederlanden und Nordostfrankreich eingesetzt. Theodor Körner wurde im August 1813 bei einem Gefecht im Forst von Rosenow getötet, Friedrich Friesen im März 1814 in den Ardennen.
Nach der ersten Abdankung Napoleons und dem Einmarsch der Alliierten in Paris 1814 wurden die nicht-preußischen Freiwilligen entlassen und aus dem Rest des Freikorps das Infanterie-Regiment Nr. 25 und das Ulanen-Regiment Nr. 6 gebildet. Als Napoleon im März 1815 aus der Verbannung zurückgekehrt war, wurden auch diese beiden ehemals Lützower Regimenter wieder mobilisiert. Lützow selbst wurde als Kommandeur des Ulanenregiments in der Schlacht bei Ligny am 16. Juni 1815 schwer verwundet und gefangen genommen. Beide Regimenter nahmen an der Schlacht bei Waterloo am 18. Juni 1815 teil, die zur endgültigen Niederlage Napoleons führte.

## Herkunft der Angehörigen
Das Freikorps rekrutierte sich ausschließlich aus Freiwilligen. In seinen Reihen dienten neben Preußen auch Bürger anderer deutscher Staaten, die dem Rheinbund angehörten (etwa 56 Personen aus Franken) oder wie das Herzogtum Oldenburg von Frankreich annektiert worden waren. Insgesamt dominierten unter den Freiwilligen die Handwerker, lediglich bei den Jägern gab es einen überdurchschnittlichen Studentenanteil.
Das Freikorps verdankte seine Popularität nicht zuletzt seinen prominenten Mitgliedern, wie dem 1813 gefallenen Dichter Theodor Körner, der dem Freikorps das bekannte Lied Lützows wilde Jagd widmete. Carl Maria von Weber vertonte es ebenso wie Körners kurz vor seinem Tod verfasstes Schwertlied. Weitere berühmte Mitglieder waren der Turner Friedrich Friesen, die Maler Philipp Veit, Friedrich von Olivier und Georg Friedrich Kersting, „Turnvater“ Jahn, der Theologe Heinrich Arminius Riemann, Joseph von Eichendorff, ein bedeutender Dichter der deutschen Romantik, sowie der spätere Begründer der Kindergärten Friedrich Fröbel. Mit Eleonore Prochaska, alias Jäger August Renz, und Anna Lühring, alias Eduard Kruse, hatten sich auch zwei namentlich bekannte Frauen, als Männer verkleidet, an dem Kampf des Freikorps beteiligt.
Als der letzte Lützower galt der Hundertjährige Zacharias Werny (* 1791 in Halberstadt; † 1892 ebenda).

## Gliederung und Erscheinungsbild
Das Freikorps hatte zeitweise eine Stärke von über 3500 Mann, die sich 1814 wie folgt zusammensetzte:
- Die Infanterie (insgesamt rund 2900 Mann) gliederte sich in drei Bataillone zu je vier Musketierkompanien und einem Jägerdetachment. Beim 2. Bataillon gab es statt der 3. Musketierkompanie die Tiroler Jägerkompanie.
- Die Kavallerie (insgesamt rund 600 Mann) gliederte sich in fünf Eskadronen, die mehrheitlich als Ulanen ausgestattet waren, während die 4. und 5. Eskadron Husaren waren. Die 2. Eskadron war anfänglich als Jäger zu Pferde organisiert.
- Die Artillerie (insgesamt rund 120 Mann) bestand aus je einer schwachen Batterie zu Fuß und zu Pferde.

Die Uniformen waren grundsätzlich schwarz, weil Schwarz der einzige Farbton war, der sich durch Einfärbung der in den Armeedepots und auf dem Markt vorhandenen unterschiedlichen Tuchvorräte herstellen ließ. Dazu kamen Rot als Abzeichenfarbe der Vorstöße und goldfarbene Messingknöpfe. Musketiere, Artillerie und Ulanen trugen Litewkas, Husaren Dolman und Mente, eine mit Pelz verzierte Jacke, während die Tiroler Jäger eine am österreichischen Vorbild orientierte hechtgraue Uniform mit hellgrünen Abzeichen trugen. Allgemein wurden Tschakos getragen, nur die Tiroler Jäger hatten österreichische Jägerhüte. Die Lanzenfähnchen der Ulanen waren Schwarz-Rot.
Die schwarzen Uniformen wurden nach der Übernahme in die Linientruppen zunächst weiter getragen und erst nach Waterloo durch die vorschriftsmäßige preußischblaue Uniform ersetzt.

## Bedeutung

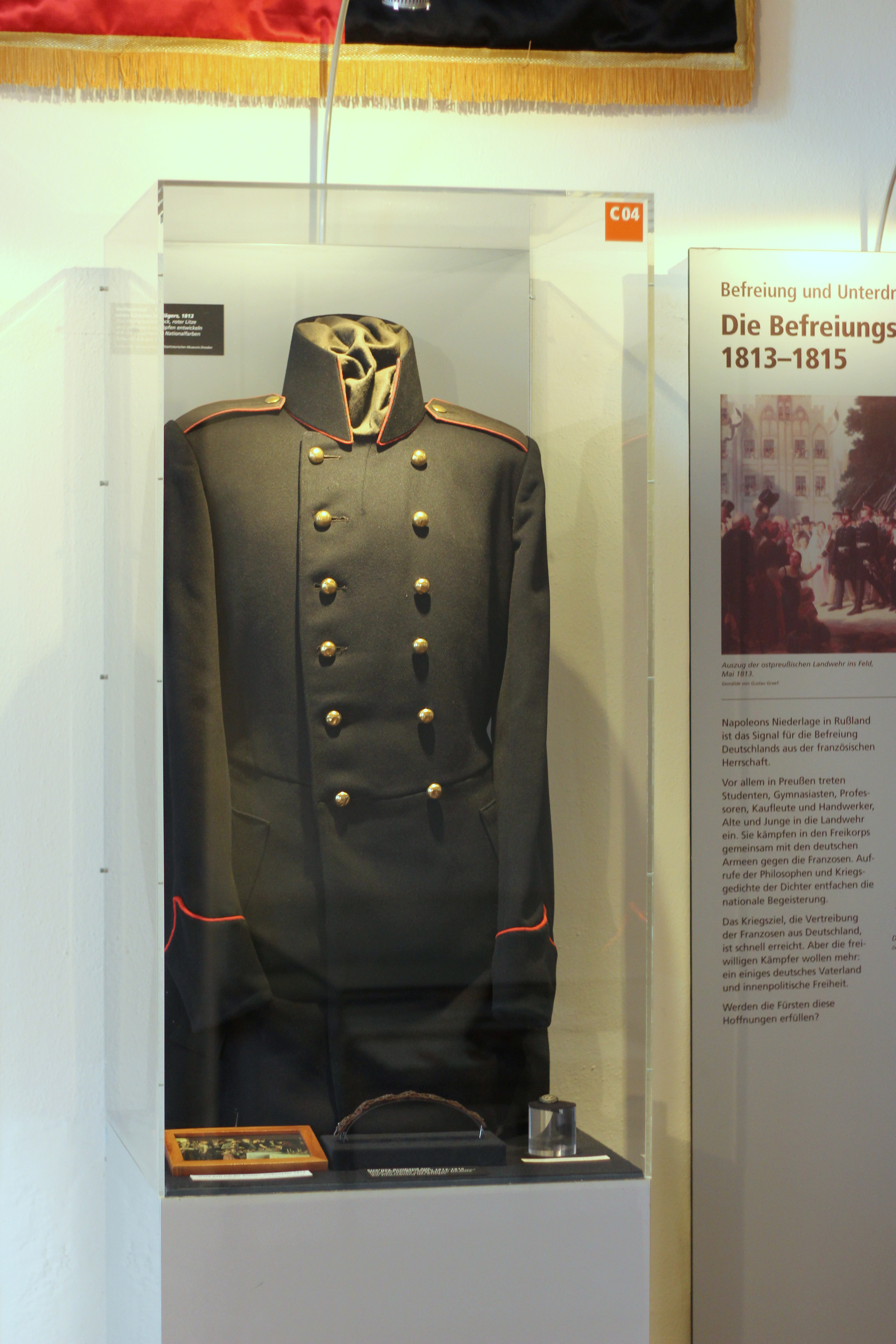
Uniform ausgestellt in der Erinnerungsstätte für die Freiheitsbewegungen in der deutschen Geschichte in Rastatt.

Das Lützowsche Freikorps nahm zwar an zahlreichen Gefechten und Schlachten teil, blieb aber militärisch nach Einschätzung Heinrich von Treitschkes weitgehend erfolglos. Tatsächlich hatten die Lützower die größte Desertionsquote innerhalb der preußischen Armee: Von der Freiwilligen Infanterie begingen 24,4 Prozent Fahnenflucht, von der Freiwilligen Kavallerie 8,5 Prozent, bei der Jäger-Infanterie 1,1 Prozent, bei der Jäger-Kavallerie 5,7 Prozent. Der Durchschnitt der Desertionsrate im Freikorps Lützow lag bei 15,6 Prozent.
Rudolf Ibbeken schreibt dazu: „Die Gründe für diese verhältnismäßig hohen Sätze liegen nahe und sind ein Beweis für die dynastisch-autoritären Kräfte in jener Zeit. In erster Linie verließen Freiwillige aus nicht-preußischen Gebieten auf den Streifzügen des Korps die Fahne. Hier war die Disziplin durch die Freizügigkeit der Bewegung besonders bedroht. Überraschend mag auch der hohe Prozentsatz von Desertionen mit 5,7 % bei einer Elitetruppe wie den Kavallerie-Jägern sein. Bei alledem machte sich die sehr bunte Zusammensetzung des Korps geltend. Ein eindeutig preußischer Korpsgeist konnte sich nicht herausbilden […] Es scheint sich dort vor allem die strenge militärische Schule der ehemaligen Soldaten, der Gefreiten und Unteroffiziere gegenüber dem ‚Individualismus‘ der Lützower nicht in dem Grade durchgesetzt zu haben wie in der Hauptbewegung [der Freiwilligen].“
Angesichts der eher unspektakulären Einsätze des Freikorps verballhornten seine Mitglieder Körners patriotisches Lied bald als „stille, verlegene Jagd“.
Dessen ungeachtet hatte das Freikorps eine enorme propagandistische Wirkung: Freiwillige aus fast allen deutschen Gebieten trafen zusammen und warben aus ihrer Heimat weitere Freiwillige für diesen oder einen anderen Verband. Die schwarze Farbe der Uniform, damals durchaus ungewöhnlich, zusammen mit ihren riskanten und auch verlustreichen Unternehmungen und den berühmten Mitgliedern, die selbst wieder propagandistisch arbeiteten, führten rasch zur Entstehung eines Mythos, der weitere Kräfte in Form von Spenden und Unterstützung aus der Zivilbevölkerung mobilisierte. Nach dem Sieg über das Frankreich Napoleons wurde das Freikorps Lützow zu einer Ikone und zur tatsächlichen Keimzelle der wachsenden Nationalbewegung, die nach der Unabhängigkeit auch die Vereinigung der Deutschen anstrebte.
Die Uniformfarben des Freikorps wurden legendär. Nach dem Krieg trugen manche seiner Mitglieder diese Uniform weiter, als sie ihr Studium an der Universität Jena fortsetzten. Sie gründeten 1815 in dieser Uniform auch die neuartige, weil gesamtdeutsch ausgerichtete Urburschenschaft. So wurden die Farben Schwarz-Rot und dann Schwarz-Rot-Gold ab 1815 die Farben der Burschenschaftsbewegung und verbreiteten sich von Universität zu Universität als Zeichen des Einheits- und Freiheitswunsches. Veteranen des Freikorps nahmen daher 1817 auch am Wartburgfest teil.

## Filme
Die Geschichte des Lützowschen Freikorps diente als Vorlage für mehrere Historienfilme:
- Was Steine erzählen (Deutschland 1925, Regie: Rudolf Randolf)
- Lützows wilde verwegene Jagd (Deutschland 1927, Regie: Richard Oswald)
- Theodor Körner (Deutschland 1932, Regie: Carl Boese)
- Lützower (DDR 1972, Regie: Werner W. Wallroth)